# 杨树德
杨树德（？—），男，中华人民共和国政治人物，曾任国家工商行政管理总局副局长，第十届全国政协委员。